# Кульжан
Кульжа́н (фр. Coulgens) — коммуна во Франции, находится в регионе Пуату — Шаранта. Департамент — Шаранта. Входит в состав кантона Ла-Рошфуко. Округ коммуны — Ангулем.
Код INSEE коммуны — 16107.

## География
Коммуна расположена приблизительно в 380 км к юго-западу от Парижа, в 90 км южнее Пуатье, в 21 км к северо-востоку от Ангулема.
Через коммуну с юго-востока на северо-запад протекает река Тардуар, приток реки Боньёр (бассейн Шаранты).

## Население
Население коммуны на 2008 год составляло 488 человек.
| 1962 | 1968 | 1975 | 1982 | 1990 | 1999 | 2008 |
| ---- | ---- | ---- | ---- | ---- | ---- | ---- |
| 413  | 399  | 379  | 418  | 389  | 382  | 488  |

## Администрация
| Период | Период | Фамилия       | Партия | Примечания |
| ------ | ------ | ------------- | ------ | ---------- |
| 1947   | 1965   | Анри Пениго   |        | фермер     |
| 1965   | 1971   | Жорж Вижье    |        |            |
| 1971   | 1974   | Пьер Дарконна |        |            |
| 1974   | 1982   | Жиль Пениго   |        | поверенный |
| 1982   | 1989   | Камиль Мунье  |        | фермер     |
| 1989   | 1991   | Серж Фижье    |        |            |
| 1991   | 2014   | Реми Мерль    | ФКП    | пенсионер  |

## Экономика
В 2007 году среди 323 человек в трудоспособном возрасте (15—64 лет) 250 были экономически активными, 73 — неактивными (показатель активности — 77,4 %, в 1999 году было 73,4 %). Из 250 активных работали 234 человека (127 мужчин и 107 женщин), безработных было 16 (9 мужчин и 7 женщин). Среди 73 неактивных 19 человек были учениками или студентами, 25 — пенсионерами, 29 были неактивными по другим причинам.

## Достопримечательности
- Церковь Св. Иоанна Крестителя[фр.] (XI—XII века). Исторический памятник с 1955 года[3]
  - Фрески XIV века. Исторический памятник с 1955 года[4]
- Усадьба Сигонь (XIII век). Исторический памятник с 1986 года[5]

## Фотогалерея

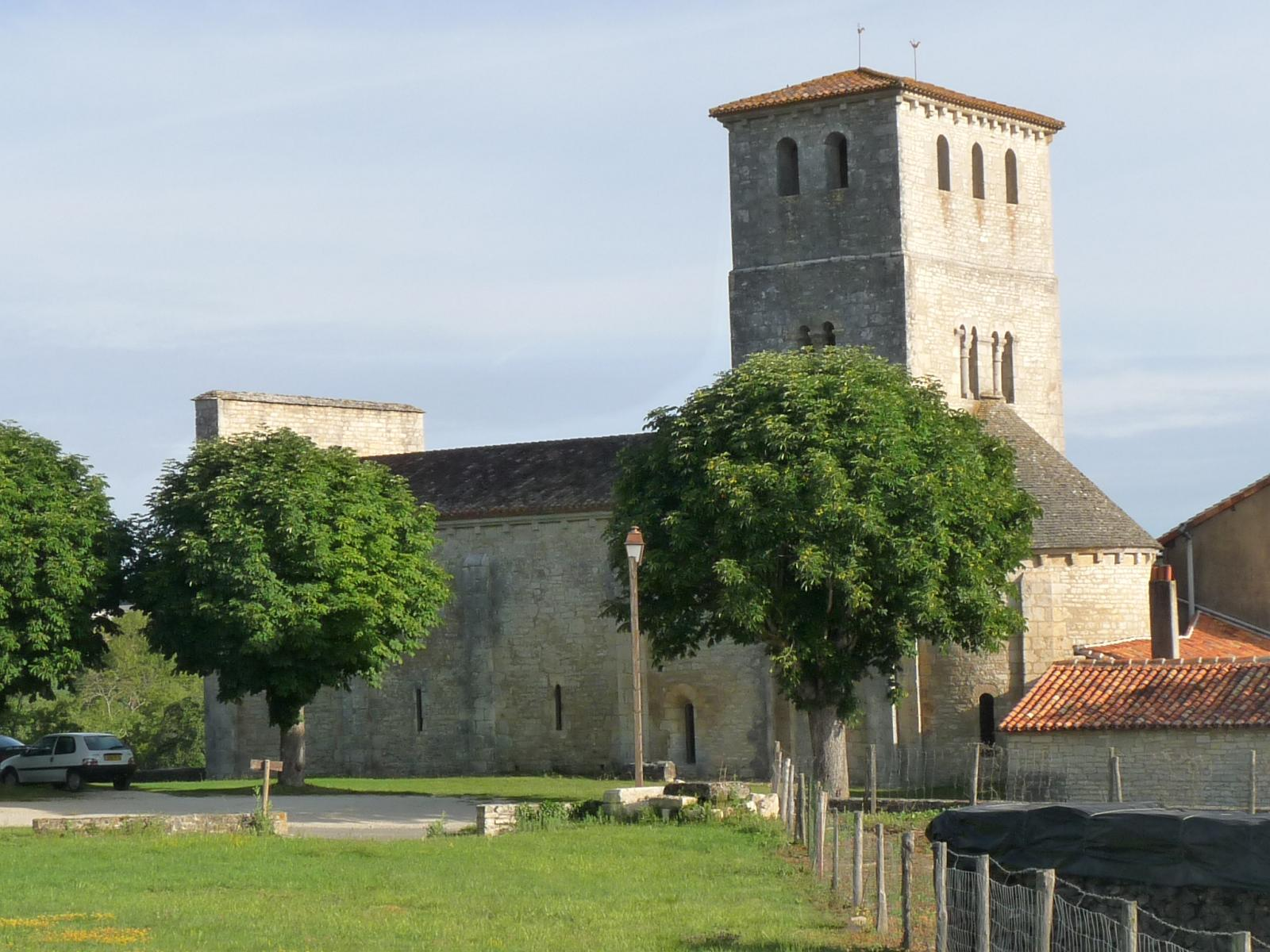
Церковь Св. Иоанна Крестителя
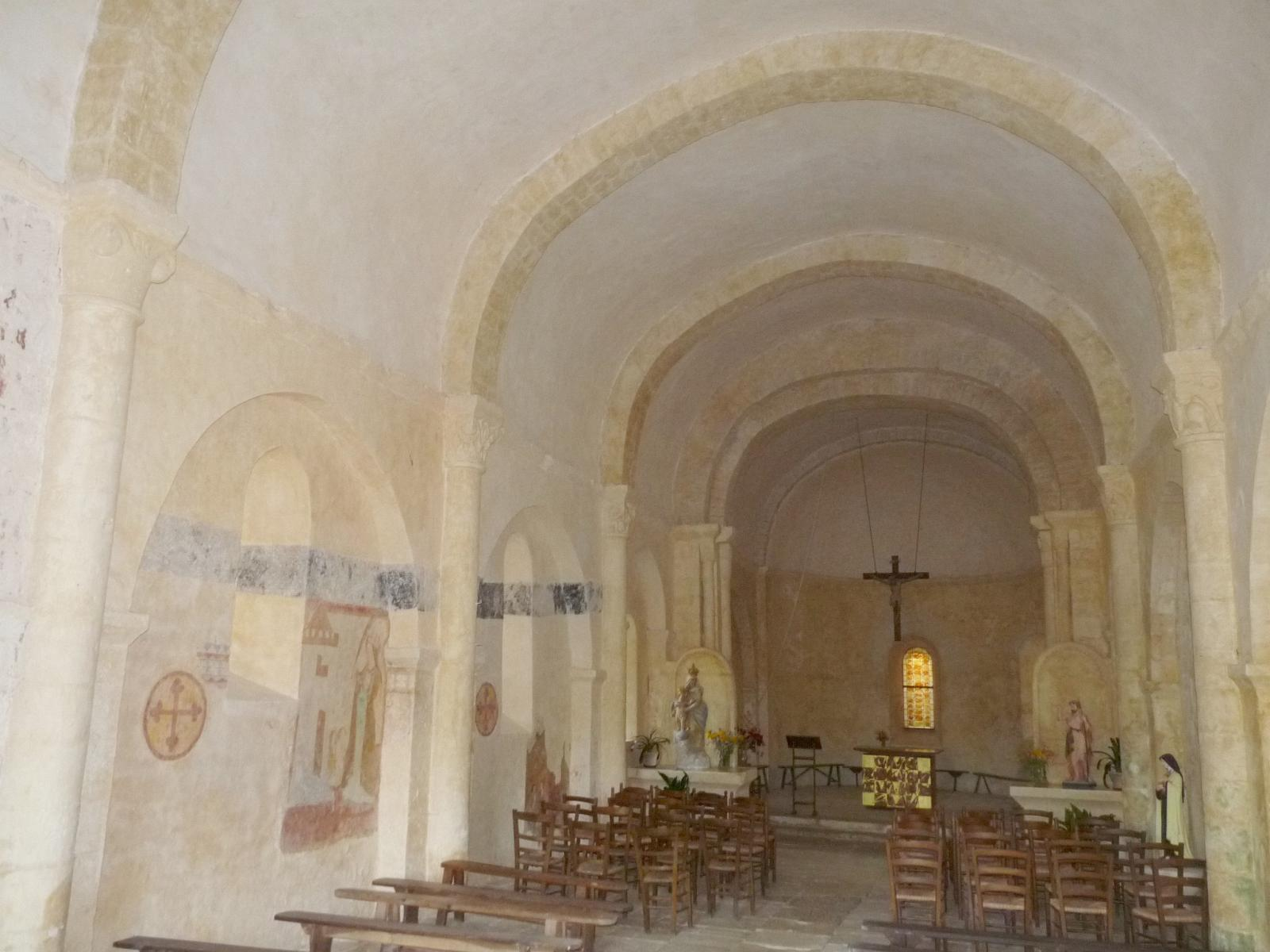
Интерьер церкви Св. Иоанна Крестителя
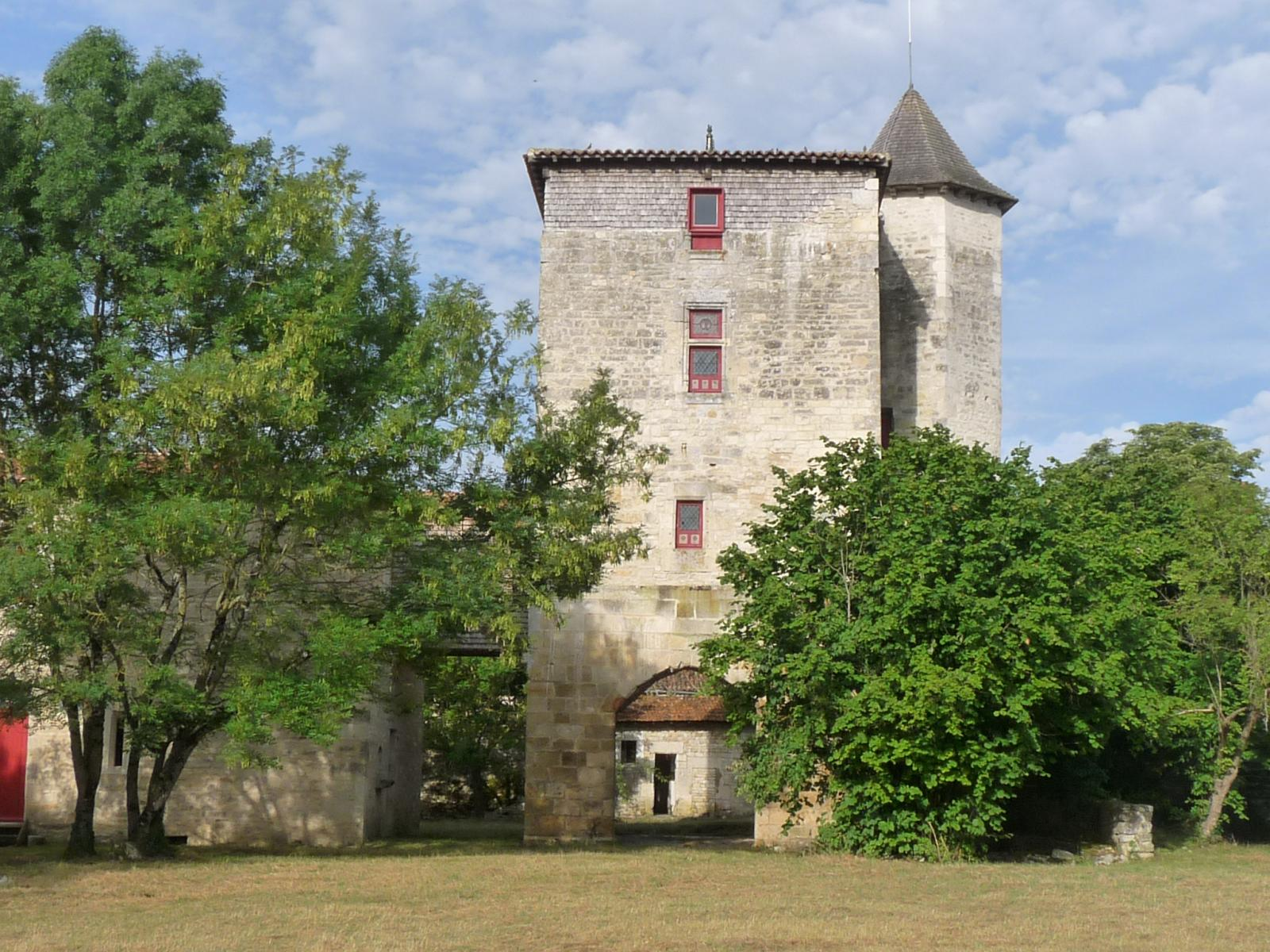
Усадьба Сигонь
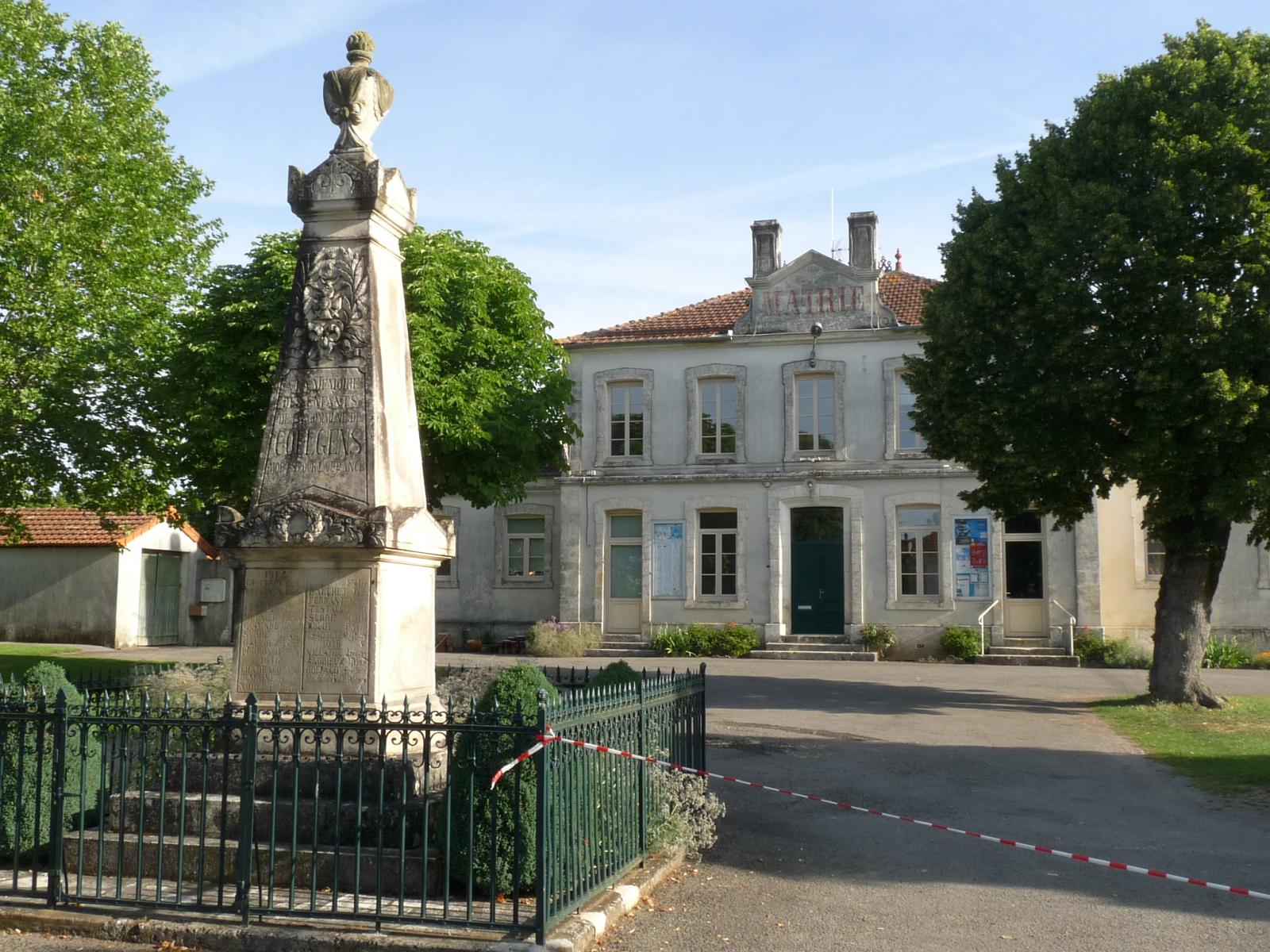
Мэрия и военный мемориал